# آسیاب استهبان
بقایای آسیاب استهبان مربوط به دوره قاجار است و در استهبان، بلوار قائم، داخل باغات مشرف بر آبشار استهبان واقع شده و این اثر در تاریخ ۱۸ شهریور ۱۳۸۷ با شمارهٔ ثبت ۲۳۴۰۹ به‌عنوان یکی از آثار ملی ایران به ثبت رسیده است.